# GoldenCat femenina 2025
La GoldenCat femenina 2025 és la quarta edició de la competició. Se celebra des del 21 fins al 24 d'agost de 2025 al Pavelló de Can Xarau-Paco Arpide de Cerdanyola del Vallès. És organitzada per la Federació Catalana de Patinatge i l'esdeveniment és l'acte central de la V Setmana Catalana de l’Esport Català. Hi participaren quatre seleccions, Catalunya, Portugal, França i Alemanya. La competició es disputa en dues fases, una primera en format de lligueta, i la segona, amb la final i el partit pel tercer i quart lloc. Tots els partits de la GoldenCat 2025 són retransmesos en directe pel canal Esport3.
La presentació de la competició es feu el juny de 2025 i comptà amb la presència del president de la Federació Catalana de Patinatge, Benjamí Pons, el regidor d'Esports de l'Ajuntament de Cerdanyola del Vallès, Óscar Pons, i el president del Cerdanyola Club d'Hoquei, Agustí Birbe.

## Seleccions participants
| Catalunya           | Catalunya | Catalunya          | Catalunya       |
| #                   | Pos.      | Nom                | Club            |
| ------------------- | --------- | ------------------ | --------------- |
|                     | POR       | Abrl Alonso        | CP Manlleu      |
|                     | POR       | Laura Vicente      | HC Palau        |
|                     |           | Joana Xicota       | Bembibre HC     |
|                     |           | Irene Torres       | Cerdanyola CH   |
|                     |           | Nara López         | HC Palau        |
|                     |           | Carla Fontdeglòria | CP Esneca Fraga |
|                     |           | Berta Busquets     | HC Palau        |
|                     |           | Txell Gimeno       | Bembibre HC     |
|                     |           | Alba Ambrós        | Montreux Hockey |
|                     |           | Joana Comas        | CP Voltregà     |
| Seleccionador       |           |                    |                 |
| Josep Maria Barberà |           |                    |                 |

| França          | França | França            | França        |
| #               | Pos.   | Nom               | Club          |
| --------------- | ------ | ----------------- | ------------- |
|                 | POR    | Lucie Gohet       | RC Sevran     |
|                 | POR    | Gabrielle Batisse | Nantes Loire  |
|                 |        | Axelle Husson     | US Coutras RH |
|                 |        | Hanaé Herrault    | CP Vila-sana  |
|                 |        | Judith Cobián     | Telecable HC  |
|                 |        | Célia Gohet       | RC Sevran     |
|                 |        | Maylis Letin      | HC Voiron     |
|                 |        | Ninon Dubocquet   | Nantes Loire  |
|                 |        | Cyrielle Lagroye  | Nantes Loire  |
|                 |        | Sandy Gefflot     | Nantes Loire  |
| Seleccionadora  |        |                   |               |
| Tatiana Mallard |        |                   |               |

| Alemanya       | Alemanya | Alemanya            | Alemanya           |
| #              | Pos.     | Nom                 | Club               |
| -------------- | -------- | ------------------- | ------------------ |
|                | POR      | Lotta Dicke         | RC Lichstad        |
|                | POR      | Anna-Lena Behrens   | SC Bison Calenberg |
|                | POR      | Annabell Pillenkamp | IGR Remscheid      |
|                |          | Lea Seidler         | CP Las Rozas       |
|                |          | Annika Zech         | IGR Remscheid      |
|                |          | Anna Behrendt       | IGR Remscheid      |
|                |          | Carlota Molet       | RSC Cronenberg     |
|                |          | Yolanda Kahmann     | RSC Cronenberg     |
|                |          | Saphira Giersch     | IGR Remscheid      |
|                |          | Kim Henckels        | SC Bison Calenberg |
|                |          | Leonie Lütters      | RSC Cronenberg     |
|                |          | Miriam Simon        | RSC Cronenberg     |
| Seleccionador  |          |                     |                    |
| Hector Gallego |          |                     |                    |

| Portugal          | Portugal | Portugal        | Portugal       |
| #                 | Pos.     | Nom             | Club           |
| ----------------- | -------- | --------------- | -------------- |
|                   | POR      | Maria Vieira    | SL Benfica     |
|                   | POR      | Sandra Coelho   | CP Vila-sana   |
|                   |          | Catarina Costa  | AD Sanjoanense |
|                   |          | Leonor Coelho   | HC Turquel     |
|                   |          | Inês Severino   | HC Coruña      |
|                   |          | Marlene Sousa   | SL Benfica     |
|                   |          | Sofia Moncóvio  | SL Benfica     |
|                   |          | Sofia Silva     | SL Benfica     |
|                   |          | Raquel Santos   | SL Benfica     |
|                   |          | Beatriz Várzeas | Bembibre HC    |
| Seleccionador     |          |                 |                |
| Ricardo Barreiros |          |                 |                |

## Competició

### Lligueta
| 21 d'agost de 2025             | Alemanya | v | França | Cerdanyola del Vallès            |  |
| 13:00 CET Jornada 1 - Partit 1 |          |   |        | Pavelló de Can Xarau-Paco Arpide |  |

| 21 d'agost de 2025             | Catalunya | v | Portugal | Cerdanyola del Vallès            |  |
| 18:00 CET Jornada 1 - Partit 2 |           |   |          | Pavelló de Can Xarau-Paco Arpide |  |

| 22 d'agost de 2025             | Alemanya | v | Portugal | Cerdanyola del Vallès            |  |
| 13:00 CET Jornada 2 - Partit 3 |          |   |          | Pavelló de Can Xarau-Paco Arpide |  |

| 22 d'agost de 2025             | Catalunya | v | França | Cerdanyola del Vallès            |  |
| 18:00 CET Jornada 2 - Partit 4 |           |   |        | Pavelló de Can Xarau-Paco Arpide |  |

| 23 d'agost de 2025             | França | v | Portugal | Cerdanyola del Vallès            |  |
| 13:30 CET Jornada 3 - Partit 5 |        |   |          | Pavelló de Can Xarau-Paco Arpide |  |

| 23 d'agost de 2025             | Catalunya | v | Alemanya | Cerdanyola del Vallès            |  |
| 16:00 CET Jornada 3 - Partit 6 |           |   |          | Pavelló de Can Xarau-Paco Arpide |  |

### Classificació
| Pos | Equip     | PJ | PG | PE | PP | GF | GC | DG | Pts |  | CAT | POR | ITA | FRA |
| --- | --------- | -- | -- | -- | -- | -- | -- | -- | --- |  | --- | --- | --- | --- |
| 1   | Catalunya | 0  | 0  | 0  | 0  | 0  | 0  | 0  | 0   |  | —   |     |     |     |
| 2   | Portugal  | 0  | 0  | 0  | 0  | 0  | 0  | 0  | 0   |  |     | —   |     |     |
| 3   | Alemanya  | 0  | 0  | 0  | 0  | 0  | 0  | 0  | 0   |  |     |     | —   |     |
| 4   | França    | 0  | 0  | 0  | 0  | 0  | 0  | 0  | 0   |  |     |     |     | —   |

## Fase final

### Tercer i quart lloc
|  | vs. |  |
|  | --- |  |
|  |     |  |

Pavelló de Can Xarau-Paco Arpide, Cerdanyola del Vallès

### Final
|  | vs. |  |
|  | --- |  |
|  |     |  |

Pavelló de Can Xarau-Paco Arpide, Cerdanyola del Vallès